# Issam Naaman
Pour les articles homonymes, voir Naaman (homonymie).
Issam Naaman est un homme politique libanais né en 1937.

## Biographie
Journaliste, il est élu député druze de Beyrouth en 1992 sur la liste de l’ancien Premier ministre Salim El-Hoss, dont il rejoint le Cénacle de l’Action Nationale.
Opposé aux politiques économiques de Rafiq Hariri, il est échoue aux élections législatives de 1996, mais est nommé deux ans plus tard ministre des Télécommunications, au sein du gouvernement dirigé par son allié, Salim El-Hoss.
Son passage à ce ministère ouvrira la porte à des années de conflits entre l’État libanais et les compagnies privées chargées de téléphonie mobile.
Il ne réussira pas non plus à se faire élire en 2000, échouant face à Ghazi Aridi, soutenu par Rafiq Hariri et Walid Joumblatt.
Il fait partie aujourd’hui du Forum de l’Unité nationale – la Troisième force, présidé par El-Hoss.